# Кюрдгаджы
Кюрдгаджы (азерб. Kürdhacı) — село в Лачинском районе Азербайджана.
Расположено к северо-западу от города Лачин.

## История
По данным издания «Административное деление АССР», подготовленного в 1933 году Управлением народно-хозяйственного учёта Азербайджанской ССР (АзНХУ), по состоянию на 1 января 1933 года в селе Кюрт-Гаджи, являвшемся центром одноимённого сельсовета Лачинского района Азербайджанской ССР, насчитывалось 53 хозяйства и проживало 253 человека (144 мужчины и 109 женщин). Национальный состав всего сельсовета (Арахышы, Эрикли, Нагдалы, Карабейли, Карасаккал) — «тюрки» (азербайджанцы) — 99,1% .
В результате Первой карабахской войны в мае 1992 года село перешло под контроль непризнанной Нагорно-Карабахской Республики и согласно её административно-территориальному делению вошло в состав Кашатагского района.
1 декабря 2020 года Лачинский район был возвращён Азербайджану, согласно заявлению глав Армении, Азербайджана и России о прекращении боевых действий в Нагорном Карабахе, опубликованному 10 ноября 2020 года.

### Известные уроженцы/жители
Уроженцами Кюрдгаджи являются: Хосров-бек Паша-бек оглы Султанов — деятель азербайджанского национального движения,  государственный и политический деятель Азербайджанской Демократической Республики, генерал-губернатор Карабаха и Зангезура. Алескер Ханлар оглы Новрузов — Национальный герой Азербайджана.